# Ahmedabad (Distrikt)
Der Distrikt Ahmedabad (Gujarati: અમદાવાદ જિલ્લો) ist einer von 26 Distrikten des Staates Gujarat in Indien. Die gleichnamige Stadt Ahmedabad ist die Hauptstadt des Distrikts. Die letzte Volkszählung im Jahr 2011 ergab eine Gesamtbevölkerungszahl von 7.214.225.

## Geschichte
Von vorchristlicher Zeit bis ins Jahr 1298 wurde das Gebiet – wie die ganze Region – von diversen buddhistischen und hinduistischen Herrschern regiert. Die erste Zivilisation war die Indus-Kultur. Der erste namentlich bekannte Staat war das Maurya-Reich, die letzte nichtmuslimische Dynastie waren die Solanki.
Nach jahrhundertelangen militärischen Auseinandersetzungen mit muslimischen Eroberern und Regenten im Norden Indiens erfolgte 1298 die Besetzung durch muslimische Soldaten. Danach herrschten bis ins Jahr 1753 verschiedene muslimische Dynastien (Sultanat von Delhi, Sultanat Gujarat und die Großmoguln). Im Jahr 1753 wurde das Gebiet Teil des hinduistischen Marathenreichs. Zwischen 1802 und 1818 gerieten alle Regionen des heutigen Distrikts unter britische Herrschaft. Der Distrikt wurde Teil der Northern Division der britischen Verwaltungsregion Bombay Presidency. Mit der Unabhängigkeit Indiens 1947 und der Neuordnung des Landes wurde es 1950 Teil des neuen Bundesstaats Bombay. Im Jahre 1960 wurde dieser indische Bundesstaat geteilt und das Gebiet kam zum neu geschaffenen Bundesstaat Gujarat. Einige Gebiete des Distrikts wurden 1964 vom bisherigen Distrikt abgetrennt und bildeten den neuen Distrikt Gandhinagar.

## Bevölkerung

### Bevölkerungsentwicklung
Die Einwohnerzahl im Distrikt Ahmedabad wächst seit Jahrzehnten stark an. Die Zunahme betrug in den Jahren 2001–2011 rund 24 Prozent (24,03 %). In diesen zehn Jahren nahm die Bevölkerung um fast 1,4 Millionen Menschen zu. Die genauen Zahlen verdeutlicht folgende Grafik:

### Bedeutende Orte

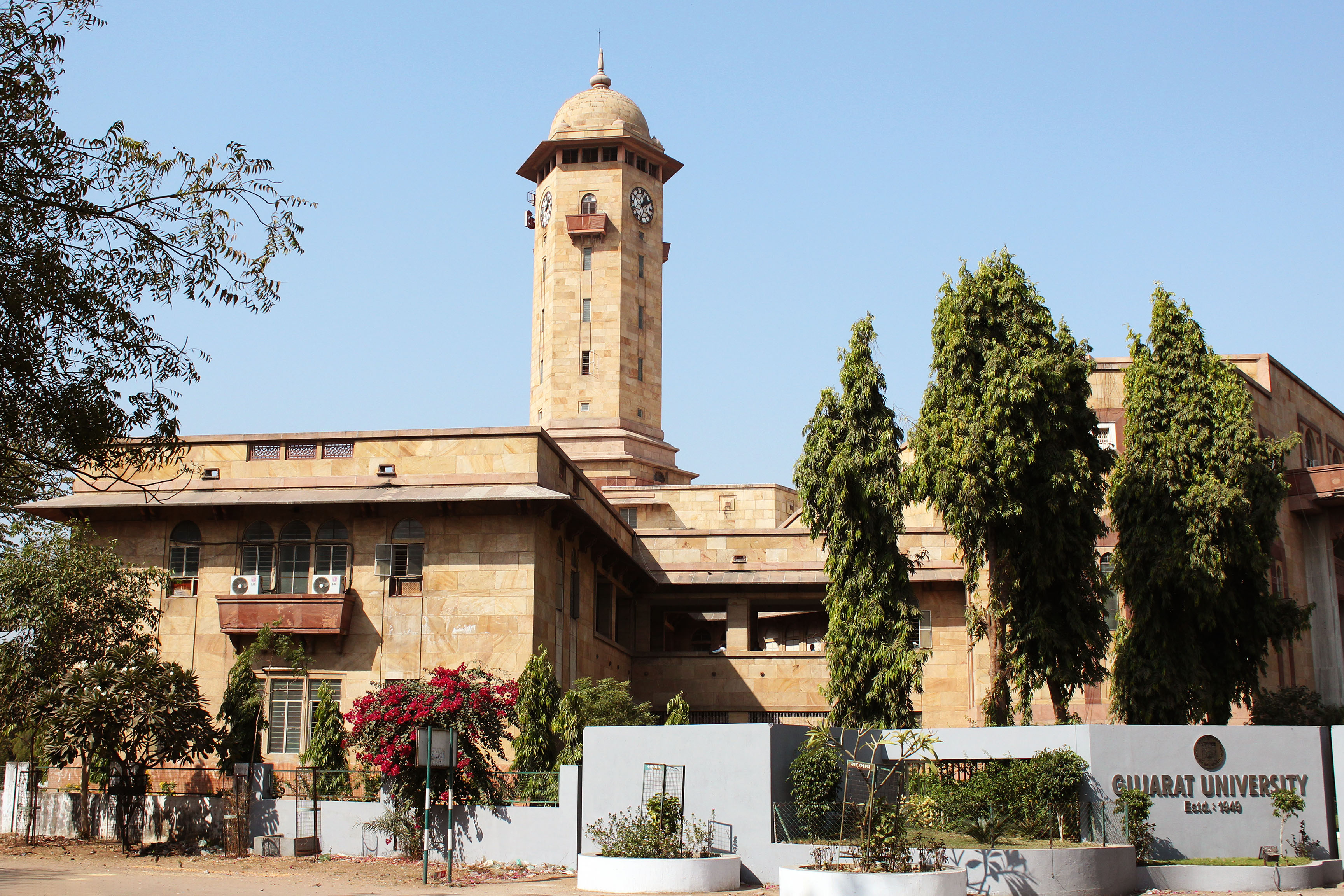
Ein Gebäude der Universität Gujarat

Einwohnerstärkste Ortschaft des Distrikts ist die Metropole Ahmedabad mit über 5,5 Millionen Bewohnern. Weitere bedeutende Städte mit einer Einwohnerschaft von mehr als 20.000 Menschen sind Dholka, Viramgam, Sanand, Bopal, Bavla, Dhandhuka und Kathwada. Die städtische Bevölkerung macht 84,04 Prozent der gesamten Bevölkerung aus.

### Bevölkerung des Distrikts nach Bekenntnissen

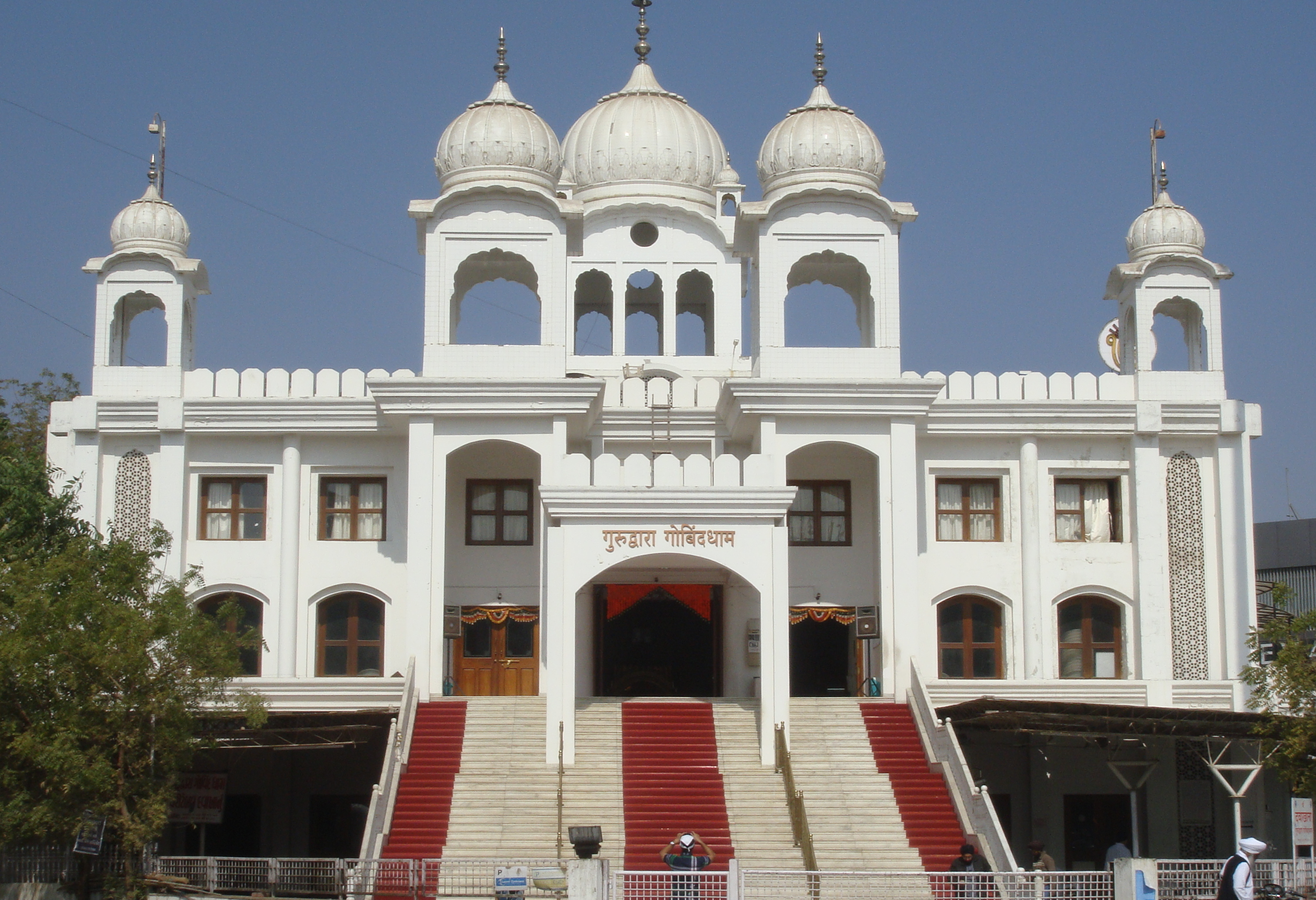
Sikh-Tempel in Ahmedabad

Eine klar überwiegende Mehrheit der Bevölkerung sind Hindus. Die Muslime und Jainas sind bedeutende Minderheiten. Die genaue religiöse Zusammensetzung der Bevölkerung zeigt folgende Tabelle:
| Jahr                                | Buddhisten | Buddhisten | Christen | Christen | Hindus    | Hindus  | Jainas  | Jainas | Muslime | Muslime | Sikhs  | Sikhs  | Andere | Andere | keine Angaben | keine Angaben | Total     | Total    |
| Jahr                                | Zahl       | %          | Zahl     | %        | Zahl      | %       | Zahl    | %      | Zahl    | %       | Zahl   | %      | Zahl   | %      | Zahl          | %             | Einwohner | %        |
| ----------------------------------- | ---------- | ---------- | -------- | -------- | --------- | ------- | ------- | ------ | ------- | ------- | ------ | ------ | ------ | ------ | ------------- | ------------- | --------- | -------- |
| 2001                                | 2.424      | 0,04 %     | 41.947   | 0,72 %   | 4.921.747 | 84,62 % | 170.093 | 2,92 % | 662.799 | 11,40 % | 11.751 | 0,20 % | 3.155  | 0,05 % | 2.603         | 0,04 %        | 5.816.519 | 100,00 % |
| Quelle: Volkszählung in Indien 2001 |            |            |          |          |           |         |         |        |         |         |        |        |        |        |               |               |           |          |

### Bevölkerung des Distrikts nach Sprachen
Eine klar überwiegende Mehrheit der Bevölkerung von 77 Prozent spricht Gujarati. Bedeutende sprachliche Minderheiten mit mehr als 100.000 Muttersprachlern sind Hindi (mit Hindi-Dialekten sogar 722.000 Personen), Urdu, Sindhi und Marathi. Marwari (ein Rajastani-Dialekt), Malayalam, Rajasthani (16.737), Tamilisch (15.211) und Telugu (11.205) werden als Muttersprache von jeweils über 10.000 Menschen benutzt. Die genaue sprachliche Zusammensetzung der Bevölkerung zeigt folgende Tabelle:
| Jahr                                | Gujarati  | Gujarati | Hindi   | Hindi   | Urdu    | Urdu   | Sindhi  | Sindhi | Marathi | Marathi | Marwari | Marwari | Malayalam | Malayalam | Andere | Andere | Total     | Total    |
| Jahr                                | Zahl      | %        | Zahl    | %       | Zahl    | %      | Zahl    | %      | Zahl    | %       | Zahl    | %       | Zahl      | %         | Zahl   | %      | Einwohner | %        |
| ----------------------------------- | --------- | -------- | ------- | ------- | ------- | ------ | ------- | ------ | ------- | ------- | ------- | ------- | --------- | --------- | ------ | ------ | --------- | -------- |
| 2001                                | 4.481.257 | 77,04 %  | 611.590 | 10,51 % | 298.760 | 5,14 % | 118.126 | 2,03 % | 101.978 | 1,75 %  | 89.130  | 1,53 %  | 17.174    | 0,30 %    | 98.504 | 1,69 % | 5.816.519 | 100,00 % |
| Quelle: Volkszählung in Indien 2001 |           |          |         |         |         |        |         |        |         |         |         |         |           |           |        |        |           |          |

## Alphabetisierung
Die Einschulungsrate ist im Distrikt dank Bemühungen der Verwaltung von Jahrzehnt zu Jahrzehnt angestiegen. Deshalb hat die Zahl der lesefähigen Bewohner in den vergangenen Jahrzehnten (von 1991 bis 2011) stark zugenommen. Dennoch gibt es gewaltige Unterschiede. Während unter den Männern in den städtischen Gebieten der Analphabet eine Ausnahmeerscheinung ist, können mehr als 40 % der Frauen auf dem Land weder lesen noch schreiben.
| Jahr                             | Gesamtbevölkerung | Gesamtbevölkerung | Gesamtbevölkerung | städtisch | städtisch | städtisch | ländlich | ländlich | ländlich |
| Jahr                             | Total             | Männer            | Frauen            | Total     | Männer    | Frauen    | Total    | Männer   | Frauen   |
| -------------------------------- | ----------------- | ----------------- | ----------------- | --------- | --------- | --------- | -------- | -------- | -------- |
| 1991                             | 73,64 %           | 82,94 %           | 63,28 %           | 79,01 %   | 86,33 %   | 70,80 %   | 54,64 %  | 70,77 %  | 37,13 %  |
| 2001                             | 79,50 %           | 87,31 %           | 70,83 %           | 83,57 %   | 89,66 %   | 76,76 %   | 62,30 %  | 77,21 %  | 46,20 %  |
| 2011                             | 85,31 %           | 90,74 %           | 79,35 %           | 87,93 %   | 92,16 %   | 83,27 %   | 71,05 %  | 82,89 %  | 58,44 %  |
| Quelle: Volkszählungen in Indien |                   |                   |                   |           |           |           |          |          |          |

## Distriktverwaltung

### Lokale Verwaltung
Der Distrikt ist in 11 Talukas aufgeteilt:
| Taluka         | Einwohner (2001) | Einwohner (2011) | Einwohner (%) (2011) | Fläche (km²) | Fläche (%) | Bevölkerungs- dichte (2011) | Hauptort  |
| -------------- | ---------------- | ---------------- | -------------------- | ------------ | ---------- | --------------------------- | --------- |
| Ahmadabad City | 4.220.048        | 5.585.528        | 77,42                | 304,14       | 3,75       | 18.365                      | Ahmadabad |
| Barwala        | 67,301           | 75,986           | 1,05                 | 486,40       | 6,00       | 156                         | Barwala   |
| Bavla          | 135.097          | 158.191          | 2,19                 | 775,98       | 9,57       | 204                         | Bavla     |
| Daskroi        | 459.183          | 321.817          | 4,46                 | 656,02       | 8,09       | 491                         | Ahmadabad |
| Detroj-Rampura | 77.778           | 83.199           | 1,15                 | 353,65       | 4,36       | 235                         | Detroj    |
| Dhandhuka      | 134.662          | 145.252          | 2,01                 | 1.765,87     | 21,78      | 82                          | Dhandhuka |
| Dholka         | 214.836          | 249.852          | 3,46                 | 1.019,51     | 12,58      | 245                         | Dholka    |
| Mandal         | 65.751           | 70.346           | 0,98                 | 475,26       | 5,86       | 148                         | Mandal    |
| Ranpur         | 76.128           | 92.926           | 1,29                 | 430,67       | 5,31       | 216                         | Ranpur    |
| Sanand         | 193.335          | 237.845          | 3,30                 | 784,52       | 9,67       | 303                         | Sanand    |
| Viramgam       | 172.400          | 193.283          | 2,68                 | 885,25       | 10,92      | 218                         | Viramgam  |